# 284 Amalia
284 Amalia è un asteroide della fascia principale del diametro medio di circa 52,95 km. Scoperto nel 1889, presenta un'orbita caratterizzata da un semiasse maggiore pari a 2,3583205 UA e da un'eccentricità di 0,2229383, inclinata di 8,06317° rispetto all'eclittica.
L'origine del suo nome è sconosciuta.